# Palamedes (videogioco)
Palamedes (パラメデス?, Paramedesu) è un videogioco arcade di genere rompicapo, sviluppato e pubblicato dalla Taito nel 1990. Venne convertito per le seguenti piattaforme: Game Boy, FM Towns Marty e NES. Queste ultime due versioni sono sviluppate rispettivamente da Ving e da Natsume.

## Modalità di gioco
In Palamedes il giocatore cerca di abbinare i dadi che ha in mano ai dadi in cima allo schermo. Utilizzando il pulsante "B", il giocatore può cambiare il numero sui propri dadi, quindi lanciarli utilizzando il pulsante "A" quando corrispondono ai dadi in cima allo schermo, il che cancella i dadi bersaglio dal tabellone. Abbinando i dadi in alcune combinazioni, come farlo con lo stesso numero più volte di seguito, o eseguendo una sequenza da 1 a 6, al giocatore viene assegnata una mossa speciale in cui può eliminare da tre a cinque linee di dadi sul campo di gioco. A intervalli di tempo regolari (che diventano più piccoli man mano che il gioco procede) vengono aggiunte nuove linee di dadi e quando un dado tocca il fondo dello schermo, la partita termina.
Il giocatore può giocare in modalità "solitario" contro il computer o un altro giocatore, o in modalità "torneo" contro avversari IA. Ci sono sei lati e numeri sui dadi, rendendo il tentativo di abbinare tutti i numeri sullo schermo ed eliminarli una sfida.

## Accoglienza
In Giappone, la rivista Game Machine elencò Palamedes nel numero del 15 dicembre 1990 come la sedicesima unità arcade di maggior successo del mese.
David Wilson di Your Sinclair recensì la versione originale arcade, dandogli come punteggio l'80%. Anche la rivista Zero ha recensito tale versione, dando però un 3 su 5.
La rivista Famitsū ha recensito la versione per Game Boy, con il punteggio di 22 su 40.